# Дрогічани
Дрогічани (пол. Drohiczany) — село в Польщі, у гміні Ухані Грубешівського повіту Люблінського воєводства. Населення — 298 осіб (2011).

## Назва
Назва села походить від назви поселення Дрогич, мешканці якого поселилися тут.

## Історія
У 1975—1998 роках село належало до Замойського воєводства.

## Демографія
Демографічна структура станом на 31 березня 2011 року:
|          | Загалом | Допрацездатний вік | Працездатний вік | Постпрацездатний вік |
| -------- | ------- | ------------------ | ---------------- | -------------------- |
| Чоловіки | 153     | 20                 | 105              | 28                   |
| Жінки    | 145     | 26                 | 78               | 41                   |
| Разом    | 298     | 46                 | 183              | 69                   |